# Brenda's Got a Baby
«Brenda's Got A Baby»  — перший сольний сингл у кар'єрі американського репера Тупака Шакура, десятий трек з його дебютного студійного альбому 2Pacalypse Now. У пісні йдеться про 12-річну дівчинку Бренду, яка живе у ґетто, має дитину й не може підтримувати її. У композиції висвітлено проблему підліткової вагітності, її вплив на молодих матерів та їхні родини. Використовуючи Бренду для уособлення молодих матерів загалом, Шакур критикує низький рівень підтримки з боку батька дитини, уряду й суспільства. Шакур написав пісню після прочитання газетної статті про 12-річну дівчину, яка завагітніла від двоюрідного брата та кинула дитину до ущільнювача сміття.

## Текст
На початку дует вокалістів багаторазово співає назву пісні. Велика частина решти частини пісні є одним довгим куплетом у виконанні Тупака. Репер повідомляє, що він чув про вагітність Бренди. Також зазначає, дівчина практично не мала жодної освіти, лише мінімальні навички письма. Її сім'я дуже бідна, а батько наркоман, вживає героїн. Бренда вагітніє від свого хлопця, який до того ж є її старшим двоюрідним братом. Дівчина успішно приховує вагітність. Тупак пояснює, що сім'ї буде байдуже на дитину, головне — отримати свою частку урядової допомоги.
Кузен цурається дитини ще до її народження на підлозі у ванній кімнаті. Бренда кидає її до відра для сміття, пізніше забирає, почувши плач дитини. Мати лає Бренду й та тікає з дому. Дівчина розпочинає самостійне життя, безуспішно шукає роботу. Спроба продавати крек завершується пограбуванням Бренди й зрештою вона розглядає проституцію як єдиний спосіб заробітку. Таке життя призводить до її вбивства. Доля решти згаданих осіб невідома. Наприкінці вокалісти багаторазово співають «don't you know she's got a baby».

## Відеокліп
Режисерами чорно-білого кліпу стали брати Г'юз. У першій частині показано розмову Шакура та Money-B про Бренду, після чого власне й починається історія. Попри напис «на основі реальних подій», самі герої є вигаданими, втім Шакур написав пісню після прочитання відповідної газетної статті.
Частини відео потрапили до документальної стрічки «Тупак: Воскресіння» (2003), до телешоу з кліпу «Ghetto Gospel» і до відео «Changes». «Brenda's Got a Baby» увійшов у повному обсязі до DVD згаданого фільму як бонус.

## У популярній культурі
Репер Median з Північної Кароліни випустив сиквел підназваний «Brenda's Baby». У треці йде мова про дитину Бренди, Роуз (покликання на «The Rose That Grew from Concrete»). Papoose написав сиквел «Pimpin' Won't Die» (2013), де дитина виростає повією. «Hate It or Love It» The Game: «Pac is gone, and Brenda still throwing babies in the garbage».
Кендрік Ламар посилається на пісню у «Keisha's Song (Her Pain)»: «To make you fiend for more, she play Mr. Shakur, that's her favorite rapper, bumping „Brenda's Got a Baby“ while a pervert yelling at her». Пізніше у 2012 виконавець видав ще одну пісню «Sing About Me, I'm Dying of Thirst»: «You wrote a song about my sister on your tape, and called it Section.80, the message resembled „Brenda's Got a Baby“». У другому куплеті, де це й згадано, сюжет обертається навколо молодої повії, яка пишається своєю роботою і є сестрою Кіши.

## Список пісень
1. «Brenda's Got a Baby» (LP Version) — 3:53
2. «If My Homie Calls» (LP Version) — 4:18
3. «If My Homie Calls» (instrumental) — 4:18

## Чартові позиції
| Чарт (1991)                             | Найвища позиція |
| --------------------------------------- | --------------- |
| США (Hot R&B/Hip-Hop Songs) (Billboard) | 23              |
| США (Hot Rap Songs) (Billboard)         | 3               |